# 沖縄北部方言
沖縄北部方言（おきなわほくぶほうげん）または国頭方言（くにがみほうげん）とは沖縄県の沖縄諸島北部（沖縄本島北部および伊江島、伊是名島、伊平屋島など）で話される沖縄語の方言である。エスノローグにおいては国頭語（くにがみご）（Kunigami language）とされるが、沖永良部島方言・与論島方言をあわせた沖永良部与論沖縄北部諸方言を国頭語（国頭方言）と呼ぶこともある。沖縄北部方言と沖縄中南部方言との境界は、東シナ海側では恩納村恩納と谷茶の間にあり、太平洋側では金武町屋嘉とうるま市石川の間にある。

## 地域区分
- 伊平屋島方言
- 国頭村方言
- 今帰仁方言
- 本部方言
- 伊江島方言
- 瀬底島方言
- 名護方言

## アクセント（音調）
琉球祖語のアクセントに想定されるA、B、Cの3系列（類）の区別は、金武方言や今帰仁方言で比較的明瞭に保存されている。一方、伊江島方言ではA系列とC系列が同じアクセント型に統合している。
表に金武方言の音調を示す。ピッチの高い部分を上線、上昇位置を[、下降位置を]で示す。金武方言の場合、1拍名詞は助詞を付けた場合に、A系列は高く平板な発音、B系列は始めが低く最後の1拍のみ高い発音となり区別される。2拍名詞の場合、B系列は助詞なしでは最終音節が長音化して上昇調が現われるが、助詞付きでは長音化せず最初の2拍のみ高くなり、C系列では最終音節が長音化せずに高くなる。表に記載はないが、2拍名詞のC系列は第1拍も高くなったり、第1拍のみが高く助詞が高くならない場合もある。
|       | 1音節名詞                      | 2音節名詞                        | 3音節名詞                           |
| ----- | ------------------------------ | -------------------------------- | ----------------------------------- |
| A系列 | ʃiː、ʃi[ː（血） ʃiː nu（血が） | hana（鼻） hana nu（鼻が）       | kibuʃi（煙） kibuʃi] nu（煙が）     |
| B系列 | ti[ː（手） tiː[nu（手が）      | haː]na[ː（花） haː]na nu（花が） | kaga]mi[ː（鏡） kaga]miː nu（鏡が） |
| C系列 | 該当語なし                     | naː[ka（中） naːka [nu（中が）   | kata[na（刀） katana [nu（刀が）    |

国頭村浜方言の場合、a、b、cの3種類の音調型がある（それぞれの所属語彙はA系列、B系列、C系列とは必ずしも対応しない）。a型は全ての拍が高く、b型は語句の最終拍のみが高く、c型は語末から2拍目が高くなる。
|     | 2拍名詞                     | 3拍名詞          |
| --- | --------------------------- | ---------------- |
| a型 | 高高 高高-高                | 高高高 高高高-高 |
| a型 | [tʔʃiː]（血）、[ɸana]（鼻） | [çibuʃi]（煙）   |
| b型 | 低高 低低-高                | 低低高 低低低-高 |
| b型 | [tiː]（手）、[ɸana]（花）   | [kagaɴ]（鏡）    |
| c型 | 高低 高低-低                | 低高低 低高低-低 |
| c型 | [naka]（中）                | [ʔatʃaː]（明日） |

## 文法

### 動詞
以下、本部町瀬底方言の動詞について解説する。

#### 語幹
瀬底方言の動詞活用を整理すると、基本語幹、連用語幹、派生語幹、音便語幹の4種の語幹に活用語尾が付いていることが分かる。動詞の種類ごとに語幹を整理すると、下記の通りである。
| 日本語 | 頭語幹 | 語幹末   | 語幹末   | 語幹末   | 語幹末   |
| 日本語 | 頭語幹 | 基本語幹 | 連用語幹 | 派生語幹 | 音便語幹 |
| ------ | ------ | -------- | -------- | -------- | -------- |
| 書く   | ha     | k        | k        | ku       | tʃ       |
| 行く   | ʔi     | k        | k        | ku       | dʒ       |
| 漕ぐ   | ɸu     | g        | g        | gu       | dʒ       |
| 殺す   | kuru   | s        | s        | su       | tʃ       |
| 立つ   | taQ    | t        | t        | tu       | tʃ       |
| 死ぬ   | si     | n        | n        | nu       | dʒ       |
| 飛ぶ   | tu     | b        | b        | bu       | r        |
| 結ぶ   | kuN    | b        | b        | bu       | tʃ       |
| 眠る   | niN    | b        | b        | bu       | t        |
| 読む   | ju     | m        | m        | mu       | r        |

| 日本語 | 頭語幹 | 語幹末   | 語幹末   | 語幹末   | 語幹末   |
| 日本語 | 頭語幹 | 基本語幹 | 連用語幹 | 派生語幹 | 音便語幹 |
| ------ | ------ | -------- | -------- | -------- | -------- |
| 取る   | tu     | r        | ○        | i        | t        |

一B類には他に、hain(刈る)、waraːin(笑う)、hoːin(買う)、ʔumuin(思う)、wuin(居る)、ʔain(有る)が属す。
| 日本語 | 頭語幹 | 語幹末   | 語幹末   | 語幹末   | 語幹末   |
| 日本語 | 頭語幹 | 基本語幹 | 連用語幹 | 派生語幹 | 音便語幹 |
| ------ | ------ | -------- | -------- | -------- | -------- |
| 見る   | m      | ir       | i        | ii       | itʃ      |
| 起きる | ʔuk    | ir       | i        | ii       | it       |

#### 活用形
上記の語幹には、下記のようにそれぞれ活用語尾が付いて活用形を成す。下の表には各活用語尾と、例として一A類の「書く」、一B類の「取る」、二類の「見る」の語形を示す。
|              | 志向形   | 未然形   | 条件形1    | 条件形2  | 命令形1  | 命令形2  | 連体形1  | 連用形   | 条件形3  | 終止形   | 連体形2  | du係結形 | ga係結形 | 禁止形   | 準体形   | 接続形   |
| 語幹         | 基本語幹 | 基本語幹 | 基本語幹   | 基本語幹 | 基本語幹 | 基本語幹 | 基本語幹 | 連用語幹 | 派生語幹 | 派生語幹 | 派生語幹 | 派生語幹 | 派生語幹 | 派生語幹 | 派生語幹 | 音便語幹 |
| ------------ | -------- | -------- | ---------- | -------- | -------- | -------- | -------- | -------- | -------- | -------- | -------- | -------- | -------- | -------- | -------- | -------- |
| 活用語尾     | /aa/     | /a/      | /i/        | /ee/     | /i/      | /ee/     | /u/      | /i/      | /ra/     | /N/      | /N/      | /ru/     | /ra/     | ○        | ○        | /i/      |
| 書く         | hakaː    | haka     | haki       | hakeː    | haki     | hakeː    | haku     | haki     | hakura   | hakun    | hakun    | hakuru   | hakura   | haku     | haku     | hatʃi    |
| 取る         | turaː    | tura     | turi       | tureː    | turi     | tureː    | turu     | tui      | tuira    | tuin     | tuin     | tuiru    | tuira    | tui      | tui      | tuti     |
| 見る         | miraː    | mira     | miri       | mireː    | miri     | mireː    | miru     | miː      | miːra    | miːn     | miːn     | miːru    | miːra    | miː      | miː      | mitʃi    |
| 主な接続形式 |          |          | ba（条件） |          | jo（よ） |          |          |          | ba       |          | 体言     |          |          | na       |          |          |

瀬底方言には、上記以外の活用をする動詞として、ʔjuːn(言う)、keːn(食う)、suːn(する)、kuːn(来る)がある。
志向形語尾は-aːが普通だが、-anとなる場合もある。
未然形には、n（否定）、sun（-せる）、riːn（-れる）、ba（条件）が接続する。
連体形1には、gariː（-まで）、haːdʒi（-の度に）などが付く。また、nuːga（なぜ）の結びとしても使われる。
連用形には、buʃeːn（-たい）、nʃeːn(-なさる)、bakeː（-ばかり）、n（-も）などが付く。
連体形2の語尾はnとなるのが普通だが、nuやruとなる場合もある。
準体形には、mi（か。尋ね）、sa（さ）、ʃi（の）、gaja（-かしら）などが付く。
派生語幹からは、上記の他にhakutan（書いていた。継続過去）、hakuteːn（書いていたに違いない。継続結果過去）のような形式も形成される。また一B類や二類の派生語幹末尾のiの代わりにjuが現われる場合もある。例えば終止形はtujun(取る)、mijun(見る)、du係結形はtujuru、mijuruなどである。
接続形からは、さらにhatʃiːn（書いている。持続）、hatʃan（書いた。過去/完了）、hatʃen（書いてある。結果過去）のような形式も形成される。